# Крше Сатулуј
Крше Сатулуј, навођена и под називима Крште Сатули, Крше Сатули и Кршја Сатулуј (влаш. Crśìa Sátuluì) је палеовулканска купа која се налази у источној Србији, код села Злот у подножју источног одсека планине Кучај. Апсолутна висина купе износи 432 метара, а релативна 190 метара и има идеалну конусну форму. Кршја Сатулуј је назив влашког порекла и на српски се преводи као Сеоски крш или Сеоски камен.
Вулканска купа изграђена је од андезита и своју морфолошку изразитост задобила је захваљујући усецању Злотске реке. Изливање андезита и стварање купе извршено је дуж меридијанског злотског раседа на ком су створене и две суседне купе које су нешто северније, Тилва Лунгули (Тилва Лунга) и Тилва Мори. Кршја Сатулуј има стрме падине које нису засечене јаругама или долинама потока. Кречњачке масе Кучаја изложене снажном крашком процесу онемогућиле су површинско отицање и уништавање вулканске купе дејством флувијалне ерозије па је због тога непосредни положај уз обод Кучаја имао је битан утицај на морфолошку очуваност купе.
Са врха палеовулканске купе Кршја Сатулуј пружа се поглед на село Злот и околину.